# 664
664 (DCLXIV) je bilo prestopno leto, ki se je po julijanskem koledarju začelo na ponedeljek.

## Dogodki
- Obri se umaknejo iz Furlanije.
- Karantanci pomagajo Arnefritu, ki se bori za furlansko vojvodstvo.
- Slovani vdrejo s Posočja proti Čedadu, kjer jih premagojo pri Briščah.

## Rojstva
- Kapagan kagan, kagan Drugega turškega kaganata († 716)